# Hassel – Privatspanarna
Hassel – Privatspanarna är en svensk drama- och kriminalfilm i regi Måns Månsson och med Lars-Erik Berenett i huvudrollen. Handlingen följer den pensionerade polisen Roland Hassel som gör privatspaningar kring Palmemordet. Filmen hade premiär 23 november 2012.

## Handling
Palmemordet är efter 25 år fortfarande olöst. Roland Hassel är numera pensionär och har lagt poliskarriären bakom sig. Trots detta kan han inte slita sig från sitt kall och ger sig som privatspanare in i jakten på belöningen på 50 miljoner kronor.

## Medverkande
- Lars-Erik Berenett som Roland Hassel
- Paul Fried
- Sven Anér
- Göran Lambertz (som sig själv)
- Torbjörn Klartell
- Täppas Fogelberg (som radiorösten)
- Roland Eriksson
- Arne Malmgren
- Hans Johansson
- Anders Hörberg
- Peter Söderlund
- Johannes Gustavsson
- Hasse Lindqvist
- Karl Leifland
- Mats Stoltz
- Nils-Anders Ekberg
- Anders Khemi
- Clas-Håkan Classon
- Sune Persson
- Mikael Frisell
- Toni Otti
- Ola Söderström

## Tillkomst
Under åren 1986–1992 producerade SVT Drama tio Hassel-filmer efter Olov Svedelids romaner. Filmerna har blivit en sorts grund för den polisgenre som under de senaste decennierna har dominerat svensk film med filmserier som Beck, Van Veeteren, Wallander m.fl. Sommaren 1999 spelades ytterligare en Hasselfilm, Hassel – Förgörarna, in av filmbolaget Jarowskij som vid den tiden köpt rättigheterna till de resterande romanerna från Svedelid. Filmen fick ganska ljum respons då den inte kom upp till samma nivå som de tidigare Hasselfilmerna som SVT producerat och kort innan sin död slöt Olov Svedelid en överenskommelse med filmregissören Måns Månsson om att denne skulle få producera en Hasselfilm under eget manus. Det är utifrån den överenskommelsen som denna film nu kommit till. Filmen producerades genom Anagram Produktion och fick stöd på 2 650 000 kronor från Svenska Filminstitutet. Inspelning skedde vintern 2011 under det provisoriska namnet Hassel 12.

## Utgivning
Filmen hade urpremiär 9 november 2012 vid Stockholms filmfestival. Visningen följdes av en utfrågning av Månsson och Täppas Fogelberg. Filmen gick sedan upp på svensk bio 23 november genom Scanbox Entertainment.

## Mottagande
Jake Bolin beskrev filmen som "en sträv liten pärla av originalitet och djävulskap" i sin recension för Moviezine. Bolin skrev: "Som genreexperiment och dekonstruktion av polisfilmen är Hassel - Privatspanarna fullkomligt unik, på samma gång en lek med konventionerna och den kanske mest realistiska skildringen av filmsnutens tillvaro som pensionär jag har sett."